# Parc Nacional d'Ormtjernkampen
L'Ormtjernkampen (en noruec: Ormtjernkampen nasjonalpark) és un antic parc nacional de Noruega, situat al municipi de Gausdal, al comtat d'Oppland. El 2011 va ser inclòs al Parc Nacional de Langsua.
Era el parc nacional més petit de Noruega i es componia principalment de boscos d'avet verge, amb alguns llacs i pantans. Es va establir per preservar el bosc d'avets verge que prevalia a Noruega abans de la pujada de la silvicultura. El parc limita amb la reserva natural d'Ormtjernmyra.